# Operation Hardtack (Kommandounternehmen)
Operation Hardtack war der Deckname einer Reihe von britischen Kommandoangriffen, die während des Zweiten Weltkriegs auf den Kanalinseln, an der niederländischen Küste und an der Nordküste Frankreichs durchgeführt wurden. Die Operationen wurden von den (interalliierten) Kommandos Nr. 10 und Nr. 12 sowie dem Special Boat Service und französischen Kommandos durchgeführt.

## Übersicht über die Operationen
| Deckname    | Datum                           | Einheit                                                                 | Zielobjekt                                    | Einsatzziel | Ergebnisse |
| ----------- | ------------------------------- | ----------------------------------------------------------------------- | --------------------------------------------- | --- | --- |
| Hardtack 4  | 26./27. Dezember 1943           | Kommando Nr. 12 Kommando Nr. 8 (französische Truppen), Kommando Nr. 10  | Biville, heute ein Ortsteil von Criel-sur-Mer | Aufklärung und Einbringen von Kriegsgefangenen                                                                                        | Die angelandeten Kommandosoldaten waren gezwungen, sich wieder zurückzuziehen, weil sie auf eine deutsche Patrouille gestoßen waren und somit Gefahr liefen, entdeckt zu werden. Zwei Soldaten hatten die Klippen erklettert und stießen hierbei auf eine ca. 15 Mann starke Patrouillengruppe deutscher Soldaten. Der Anführer, Cpl Douglas Nash, erhielt für die Deckung des Rückzugs die Militärmedaille. |
| Hardtack 5  | 26./27. Dezember 1943           | (gemischt alliiertes) Kommando Nr. 10                                   | Onival                                        | Aufklärung und Einbringen von Kriegsgefangenen                                                                                        | Ein Kommandosoldat wurde bei der Landung von einer Antipersonenmine verwundet. Der Rest der Kommandosoldatengruppe verbrachte viereinhalb Stunden an Land, sah aber keine Deutschen, sondern nur unbesetzte Widerstandsnester. |
| Hardtack 7  | 25./26. & 27./28. Dezember 1943 | Kommando Nr. 12 Kommando Nr. 8 (französische Truppen), Kommando Nr. 10  | Sark                                          | Aufklärung und Einbringen von Kriegsgefangenen                                                                                        | Beim ersten Versuch mussten die Kommandos nach England zurückkehren, da sie die Klippen an den vorgesehenen Punkten nicht erklimmen konnten. Der zweite Versuch wurde abgebrochen, als die Kommandosoldaten in ein Minenfeld gerieten. Durch das Auslösen einiger S-Minen wurden zwei Soldaten des Kommandos getötet und ein Soldat verwundet.                                                               |
| Hardtack 11 | 24./25. & 26./27. Dezember 1943 | Kommando Nr. 1 & Kommando Nr. 8 (französische Truppen), Kommando Nr. 10 | Gravelines                                    | Aufklärung der Strand- und Dünenverhältnisse im Landungsabschnitt                                                                     | Das Kommando konnte angelandet werden. Bei der Anlandung lief jedoch ein kleines Transportboot (Dory) voll Wasser und strandete. Hierbei ertrank ein Soldat. Der Rest der Soldaten versuchte sich zurückzuziehen, um einer Gefangennahme zu entgehen. Einer ist wahrscheinlich ertrunken. |
| Hardtack 13 | 26./27. Dezember 1943           | Kommando Nr. 1 (französische Truppen), Kommando Nr. 10 SBS              | Bénouville-Etretat, Seine-Maritime            | | |
| Hardtack 21 | 26./27. Dezember 1943           | Kommando Nr. 1 (französische Truppen), Kommando Nr. 10                  | Quineville                                    | Aufklärung und Einbringen von Kriegsgefangenen                                                                                        | Durch die Operation konnten Informationen über die Verteidigungshindernisse im Bereich von Utah Beach (später D-Day-Landungsabschnitt) gesammelt werden. |
| Hardtack 22 | Januar 1944 (abgesagt)          | Kommando Nr. 10, später 2. US-Ranger Battalion                          | Herm                                          | Aufklärung und Einbringen von Kriegsgefangenen                                                                                        | Die Kommandooperation wurde noch in der Planungsphase abgesagt. |
| Hardtack 23 | 27./28. Dezember 1943           | Kommando Nr. 1 (französische Truppen), Kommando Nr. 10                  | Ostende                                       | Aufklärung und Einbringen von Kriegsgefangenen                                                                                        | Die Operation wurde abgesagt, nachdem ein zum Transport vorgesehenes Motortorpedoboot auf Grund gelaufen war. |
| Hardtack 28 | 25./26. Dezember 1943           | Kommando Nr. 8 (französische Truppen), Kommando Nr. 10 Kommando Nr. 12  | Jersey                                        | Einholen von Informationen über Stacheldrahthindernisse (Beispielteile zur Untersuchung erbeuten) und Einbringen von Kriegsgefangenen | Das achtköpfige Team landete sicher bei Petit Port und kletterte auf die Klippen, konnte jedoch keinen deutschen Soldaten aufspüren. Bei der Rückkehr des Kommandos zum Strand trat Captain Ayton auf eine Mine und wurde schwer verwundet. Er konnte nach England zurückgebracht werden, erlag aber später seinen Verletzungen.                                                                             |
| Hardtack 36 | 24./25. Dezember 1943           | Kommando Nr. 8 (französische Truppen), Kommando Nr. 10                  | Wassenaar                                     | Aufklärung und Einbringen von Kriegsgefangenen                                                                                        | Alle beteiligten Kommandosoldaten wurden direkt nach der Landung durch deutsche Soldaten entdeckt und getötet. |